# 奥兰多·马丁内斯
奥兰多·马丁内斯（西班牙語：Orlando Martínez，1944年9月2日—2021年9月22日），古巴男子拳击运动员。他曾代表古巴参加1968年、1972年和1976年夏季奥林匹克运动会拳击比赛，其中1972年奥运会获得一枚金牌。